# Linea KLM
La linea KLM (o KLM-Line o ancora Green-Line) è considerata universalmente come la più forte linea di attacco di hockey su ghiaccio di tutti i tempi. Ancora oggi molti campioni della NHL indicano fra i loro idoli i componenti di questa celebre linea offensiva: Vladimir Krutov, Igor Larionov e Sergei Makarov, della nazionale sovietica di hockey su ghiaccio. La loro leggenda nacque durante le Canada Cup degli anni '80, con gli epici scontri con la nazionale canadese.
Tutti e tre vinsero numerosi premi e titoli, tra cui anche due titoli olimpici (a Sarajevo 1984 e Calgary 1988). Insieme composero la linea più forte, soprattutto quando sul ghiaccio a fianco a loro scendevano i due difensori Fetisov e Kasatonov. Kasatonov ha dichiarato: "Avevamo soltanto una regola: se un avversario caricava in partita anche solo uno di noi, diventava un nemico di tutti".

## Storia
Nell'Unione Sovietica c'era la tradizione di individuare linee particolarmente forti, e di seguirle nel corso degli anni, facendole diventare proverbiali. Negli anni quaranta ci furono Babitsch, Bobrov e Suwalov; negli anni cinquanta Alexandrov, Loktev e Elisarov, negli anni sessanta Vikulov, Maltzev e Firsov, negli anni settanta Mikhailov, Kharlamov e Petrov. Ma tutti costoro furono quasi cancellati dai ricordi per opera della linea KLM, che dominò la scena dell'hockey sovietico e internazionale nel corso degli anni ottanta.
L'allenatore della nazionale Victor Tikhonov scoprì per primo il talentuoso Makarov, eccellente pattinatore e ala sinistra, e lo volle con sé al CSKA Mosca. Makarov faceva parte della nazionale sovietica fin dal 1979. Krutov, un'ala destra potente e ben piazzata, fu scoperto da Kharlamov. Krutov si formò al CSKA e divenne un punto fermo della allora squadra dell'armata rossa. Nato a Voskresensk, Larionov - il futuro centro della linea - fu scoperto da Nikolaj Epstein quando giocava in una squadra locale, il Khimik Voskresensk.
Quando questi tre giocatori fecero il loro ingresso sul palcoscenico dell'hockey mondiale, durante la Canada Cup del 1981, avevano appena 21 (Krutov e Larionov) e 23 (Makarov) anni, ma erano già star affermate. In quel torneo misero a segno 22 punti (11 gol e altrettanti assist) in 7 partite. L'Unione Sovietica vinse la coppa, nella finale col Canada battuto 8-1, e la linea si impose come punto di riferimento per la loro nazionale.
Nella Canada Cup del 1984 la KLM raccolse 18 punti (10+8) in sei partite. Nonostante questo, furono sconfitti in semifinale, ancora una volta contro il Canada (2-3 all'overtime). Nel 1987 la KLM era ancora una volta al centro di tutto. I tre erano nel loro momento migliore e sfidarono a distanza la fenomenale linea del Canada Goulet-Gretzky-Lemieux. In 9 incontri la KLM mise a segno ben 32 punti (15+17).
Nel corso della carriera hockeystica, Krutov ha messo a segno 519 punti (300 reti e 219 assist) in 490 partite, Larionov 434 punti (204 reti e 230 assist) in 457 matches, mentre Makarov ha totalizzato 730 punti (332 reti e 398 assist) in 559 partite.